# Antitalenti
Antitalenti (puno ime: Klub Navijača Antitalenti Sisak) je naziv navijačke skupine HNK Segeste Sisak osnovana početkom sezone 1989./90. U to se vrijeme Segesta natjecala u trećoj ligi bivše države, a utakmica Segeste i Mladosti iz Petrinje smatra se početkom djelovanja skupine.

## Povijest
Počelo je tako što je desetak legendi sisačkog navijanja okupilo oko sebe kadete i juniore Segeste. I dan danas mnogi ne znaju zašto se skupina zove Antitalenti. Ime je nastalo sasvim slučajno, kada je jedan od pokretača skupine, Minga, primijetio da su klinci bili pravi antitalenti za navijanje.
Osim spomenute utakmice, u sezoni 1989./90. Antitalenti odlaze na gostovanja u Petrinju i Veliku Goricu. Prvo iduće veće okupljanje bilo je početkom proljeća 1991. na novom susretu Segeste i petrinjske Mladosti.
U prvom kolu hrvatskog prvenstva, u sezoni 1992./93., Antitalenti odlaze u Kranjčevićevu. Nakon toga u Sisak dolazi Dinamo, a već u trećem kolu u Pulu odlazi čak 120 ljudi. U to je vrijeme skupina bila u punom zamahu. Pamte se neredi na utakmici s Dinamom i velika gostovanja u Puli, Zagrebu, Varaždinu i Bjelovaru. Sisak je u to vrijeme vidio i prvu bakljadu Antitalenata. Na utakmici protiv Zadra zapaljeno je petnaestak baklji, a nešto slično ponovljeno je i na utakmici protiv Belišća. Najznačajniji događaji u proljetnom djelu prvenstva iste godine bili su gostovanje u Maksimiru, velika bakljada na utakmici protiv Varteksa i nešto manja na utakmici protiv Hajduka.
Prvo razilaženje s upravom bila je zabrana odlaska u Rijeku kada je na popisu bilo čak 250 ljudi. Ista stvar se ponovila i prije planiranog odlaska u Pulu. Od tog događaja se sve polako počelo gasiti, a brojni Antitalenti vratili su se svojim starim ljubavima, Dinamu i Hajduku. Sve do 2007. godine nije bilo organiziranog djelovanja. Ekipa mladih ljudi tada se okupila s namjerom da sisačim klubovima pruže potporu kakvu isti i zaslužuju. Iz tog novijeg razdoblja pamte se oganizirani odlasci u Veliku, Imotski i Kutinu. Upravo protiv navijača Moslavine iz Kutine, popularnih "Gerilaca" i Anititalenata rađa se veliki animozitet koji je trajao sve do ponovnog gašenja grupe 2010. godine. Sve od 2010. godine pa do danas nije bilo organiziranog djelovanja, a pojedinci su ti koji čuvaju ime i čast skupine.